# Tephrosia lortii
Tephrosia lortii är en ärtväxtart som beskrevs av Baker f.. Tephrosia lortii ingår i släktet Tephrosia och familjen ärtväxter. Inga underarter finns listade i Catalogue of Life.